# François Darlan
Jean Louis Xavier François Darlan (ur. 7 sierpnia 1881 w Nérac, zm. 24 grudnia 1942 w Algierze) – francuski polityk i wojskowy; od 1939 admirał i naczelny dowódca francuskiej floty.

## Kariera
W 1902 roku ukończył École navale i w stopniu podporucznika rozpoczął służbę w artylerii nadbrzeżnej. Podczas I wojny światowej był dowódcą baterii, służąc w batalionie piechoty morskiej, w Tulonie. Po zakończeniu działań przeniesiony został do służby na okrętach. W roku 1925 nominowany na dyrektora gabinetu Ministra Marynarki w 1926 awansował do stopnia komandora, trzy lata później został kontradmirałem, a w 1932 osiągnął rangę wiceadmirała. Zapamiętano go jako oficera o dużej wiedzy (stale ją poszerzał) i o sporych umiejętnościach wojskowych, świadomego potrzeby rozbudowy i modernizacji francuskiej marynarki wojennej, która w latach dwudziestych XX ustępowała Royal Navy zarówno pod względem tonażu, jak i jakości jednostek. 
W roku 1936 został szefem sztabu marynarki wojennej. Przeforsował w parlamencie zwiększenie funduszy przeznaczonych na marynarkę, zwłaszcza że III Rzesza po podpisaniu traktatu morskiego z Wielką Brytanią przystąpiła do rozbudowy własnej floty. W 1939 roku został admirałem floty, co było równoczesne z powierzeniem mu dowództwa nad marynarką wojenną. W czerwcu 1940 w obliczu klęski armii francuskiej Darlan wydał rozkaz, żeby wszystkie jednostki pływające udały się do portów w Afryce Północnej. Dzięki temu uratowano trzon floty przed przejęciem przez III Rzeszę. 
W rządzie marszałka Philippe’a Pétaina objął stanowisko ministra marynarki. Kiedy Royal Navy zaatakowała francuskie okręty w Mers-El-Kébir, usiłując nie dopuścić do tego, by dostały się one w ręce niemieckie, zginęło 1287 francuskich marynarzy, a około tuzina jednostek zostało zniszczonych. Był to osobisty cios dla Darlana, który do tego czasu był zwolennikiem współpracy z Brytyjczykami. W wyniku „zdrady z Mers-El-Kébir” stał się ich przeciwnikiem. 
Od grudnia 1940 roku, jako zaufany marszałka Pétaina, był odpowiedzialny w rządzie francuskim za sprawy wewnętrzne, obronę i politykę zagraniczną. Pomimo jego proniemieckiego nastawienia Niemcy nie darzyli go zaufaniem. W kwietniu 1942 roku Darlan został głównodowodzącym Armii Rozejmowej. 7 listopada, dzień przed rozpoczęciem operacji Torch, Darlan przybył do Algieru. Zbieg okoliczności sprawił, że 21-letni syn admirała przeszedł atak polio i Darlan postanowił go odwiedzić w szpitalu w Maillot. O północy ok. 400 francuskich powstańców zaatakowało stanowiska artylerii nadbrzeżnej w Sidi Ferruch. Akcja ta była uzgodniona z Amerykanami. Siły powstańcze, w których skład wchodzili głównie studenci i młodsi oficerowie, zaatakowały też prefekturę policji, siedzibę gubernatora generalnego, pocztę oraz koszary policji. Dowodzący w Algierze generał Mast był zwolennikiem aliantów i już 23 października zawarł z generałem Markiem Clarkiem tajne porozumienie o niestawianiu oporu. Jednak zarówno oddziały policji, jak i marynarki nie zamierzały się poddać. Grupa uzbrojonych studentów wdarła się do siedziby sztabu armii francuskiej w Algierii. Znajdowali się tam przedstawiciele armii amerykańskiej, którzy prowadzili pertraktacje z admirałem Darlanem i głównodowodzącym wojskami francuskimi w Afryce Północnej generałem Alphonse'em Juinem. Kilka godzin później Darlan, otrzymawszy informację o desantach w Oranie i Casablance, miał powiedzieć: „Stawką jest Francja i jej honor. Zostaliśmy zaatakowani. Będziemy się bronić”.
Willa Des Oliviers, w której mieścił się sztab, została odbita przez lokalne oddziały armii francuskiej, a amerykańskich negocjatorów uwięziono. Armia i policja zaczęły walkę z powstańcami. Opór Francuzów wiernych Vichy ustał dopiero po wkroczeniu do Algieru oddziałów amerykańskich. Darlan rozpoczął rozmowy z gen. Clarkiem, które dotyczyły przejścia armii francuskiej na stronę aliantów. W ich wyniku opór oddziałów francuskich ustał 11 listopada. 14 listopada Darlan został wysokim komisarzem we francuskiej Afryce Północnej. Gen. Dwight Eisenhower rozpoczął współpracę z admirałem Darlanem jako jedynym przedstawicielem Francji, jednak 24 grudnia do gabinetu Darlana wdarł się 20-letni monarchista Fernand Bonnier de La Chapelle, który dwoma strzałami zabił admirała. Prowadzone śledztwo wykazało, że zamachowiec działał na własną rękę, a jego motywem była zemsta za zlikwidowanie powstania w Algierze (de la Chapelle znajdował się w grupie, która opanowała pocztę). Po śmierci Darlana nowym komisarzem został gen. Henri Giraud, który wydał rozkaz rozstrzelania zamachowca.

## Odznaczenia
- Order Franciski (Ordre de la Francisque)
- Legia Honorowa − Krzyż Wielki (1937), Wielki Oficer (1935), Komandor (1930), Oficer (1920), Kawaler (1915)
- Medal Wojskowy − 1940
- Krzyż Wojenny 1914−1918
- Krzyż Kombatanta
- Medal Pamiątkowy za Kampanię Dardanelską
- Medal Zwycięstwa
- Medal Pamiątkowy Wielkiej Wojny
- Order Zasługi Morskiej − Oficer
- Order Zasługi Rolniczej − Kawaler